# 管美洲鱥
管美洲鱥（學名：Notropis aulidion），為輻鰭魚綱鯉形目雅羅魚科的其中一種，原分布於北美洲墨西哥杜蘭戈市圖納爾河流域，它是San Pedro Mezquital河的源頭，該物種僅在1951年和1961年被採集到 。